# Loudogorié
Le Loudogorié (en Bulgare Лудогорие) est une région naturelle du nord-est de la Bulgarie. Elle comprend les actuelles oblasti de Razgrad, la moitié nord de celle de Choumen, la partie orientale de celle de Roussé et la partie du sud de celle de Silistra.
Le nom bulgare de la région : Лудогорие (« folle forêt ») est, comme son homologue valaque située au Nord du Danube, le Teleorman, une traduction littérale du nom donné à la région par les turcs : Deliorman (« bois sauvages »). En effet, cette région à cheval sur le bas-Danube était couverte, jusqu'à la fin du XVIIIe siècle, d'importantes forêts primaires qui rejoignaient celles du Grand Balkan au Sud et des Carpates au Nord. Ces forêts ont été presque entièrement détruites au XIXe siècle et seules quelques-unes (réserve naturelle de Voden en Bulgarie, bois de Vlăsia en Roumanie) rappellent les anciennes forêts primaires.

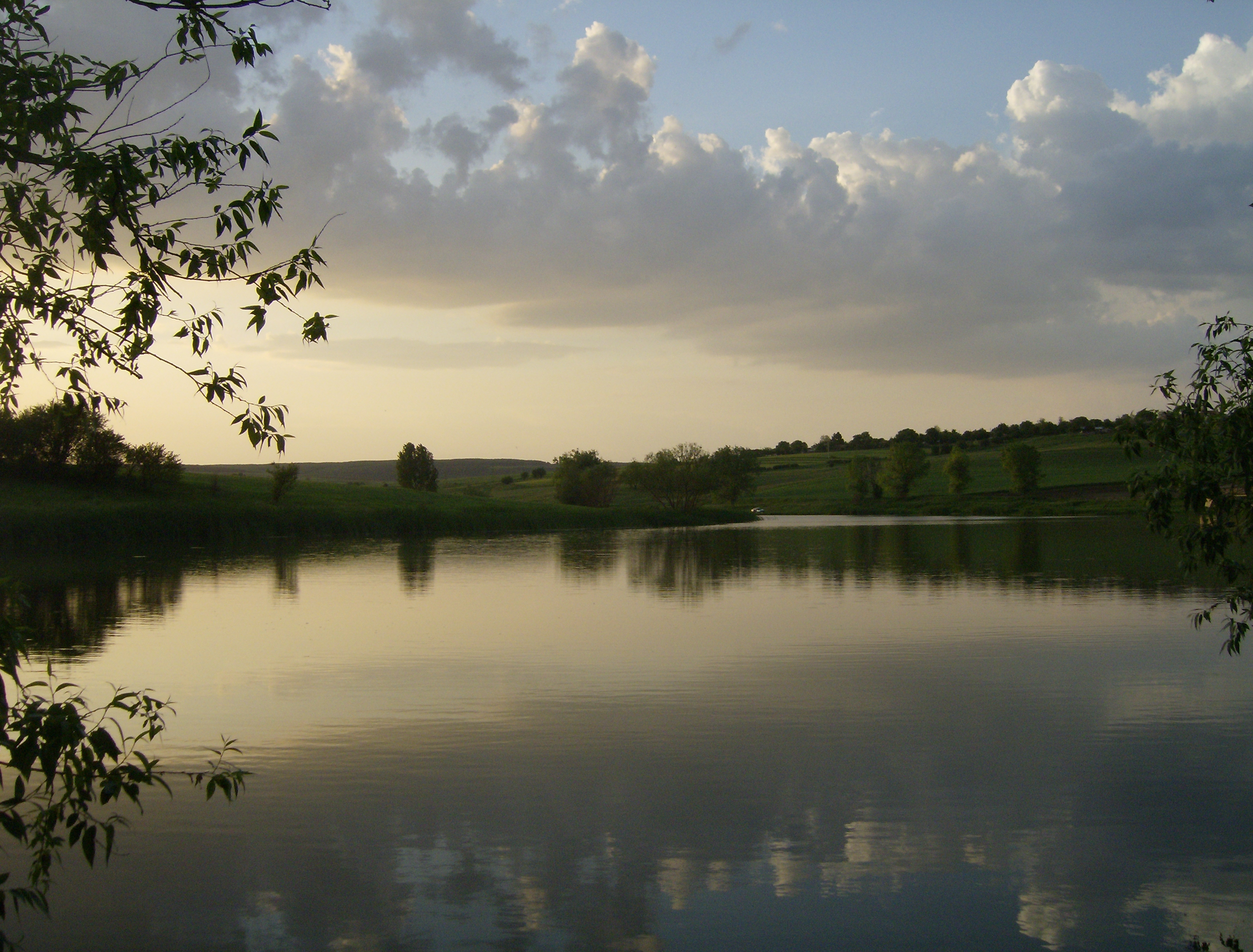
Coucher du soleil au sud du Loudogorié.

Le Loudogorié forme, au sud du Danube, un vaste plateau dont une partie est incluse dans la plaine du Danube alors qu'une autre partie est couverte de collines dont se détachent les hauteurs de Samouïl (486 m) et de Razgrad (501 m). 
Les villes principales du Loudogorié sont Razgrad, Pliska, Novi Pazar et Isperih.